# Мидас
Мидас (на старогръцки: Μίδας) е легендарен цар на Фригия и според древногръцката митология син на богинята Кибела и цар Гордий, който притежавал способността да превръща всичко докоснато в злато.
Историческият Мидас живял през втората половина на VIII в. пр. Хр. и Фригийското царство по това време доминира голяма част от Мала Азия. За пръв път името му се споменава, когато през 738 г. пр. Хр. кимерийците нахлуват във Фригия и заплашват столицата Гордион.
Херодот споменава за потомък на Гордий и Мидас на име Адраст, потърсил помощ при Крез.

## Легендата
Мидас е известен с две отделни случки: със способността си да превръща всичко, до което се докосне, в злато и с тайната за магарешките уши.
Първото се дължи на бог Дионис, предлага да изпълни едно желание на царя. Мидас пожелава, каквото пипне, да се превръща в злато. Желанието му е изпълнено, но тъй като и храната и напитките ставали злато, той моли да му се вземе тази дарба обратно. Дионис го съветва да се изкъпе в река Пактол, където дарбата му изчезва, а реката станала най-богатата на злато река в Мала Азия.
Втората случка е свързана с музикално състезание между красивия Аполон и грозния Пан, при което Мидас дава наградата на Пан, а Аполон му издърпва ушите и така Мидас се оказва с големи магарешки уши. Мидас се опитва да ги скрие с фригийска шапка. Само бръснарят му знае за този негов недъг и не казва на никого, но не можейки да се сдържи, изкопал дупка на брега на реката и викнал три пъти „Цар Мидас има магарешки уши“. Тревата чула и разказала на целия свят за тайната.

- Мидас превръща дъщеря си в злато
- Мидас и Дионис
- Състезание между Аполон и Пан. Мидас с магарешки уши.